# Coardă (muzică)

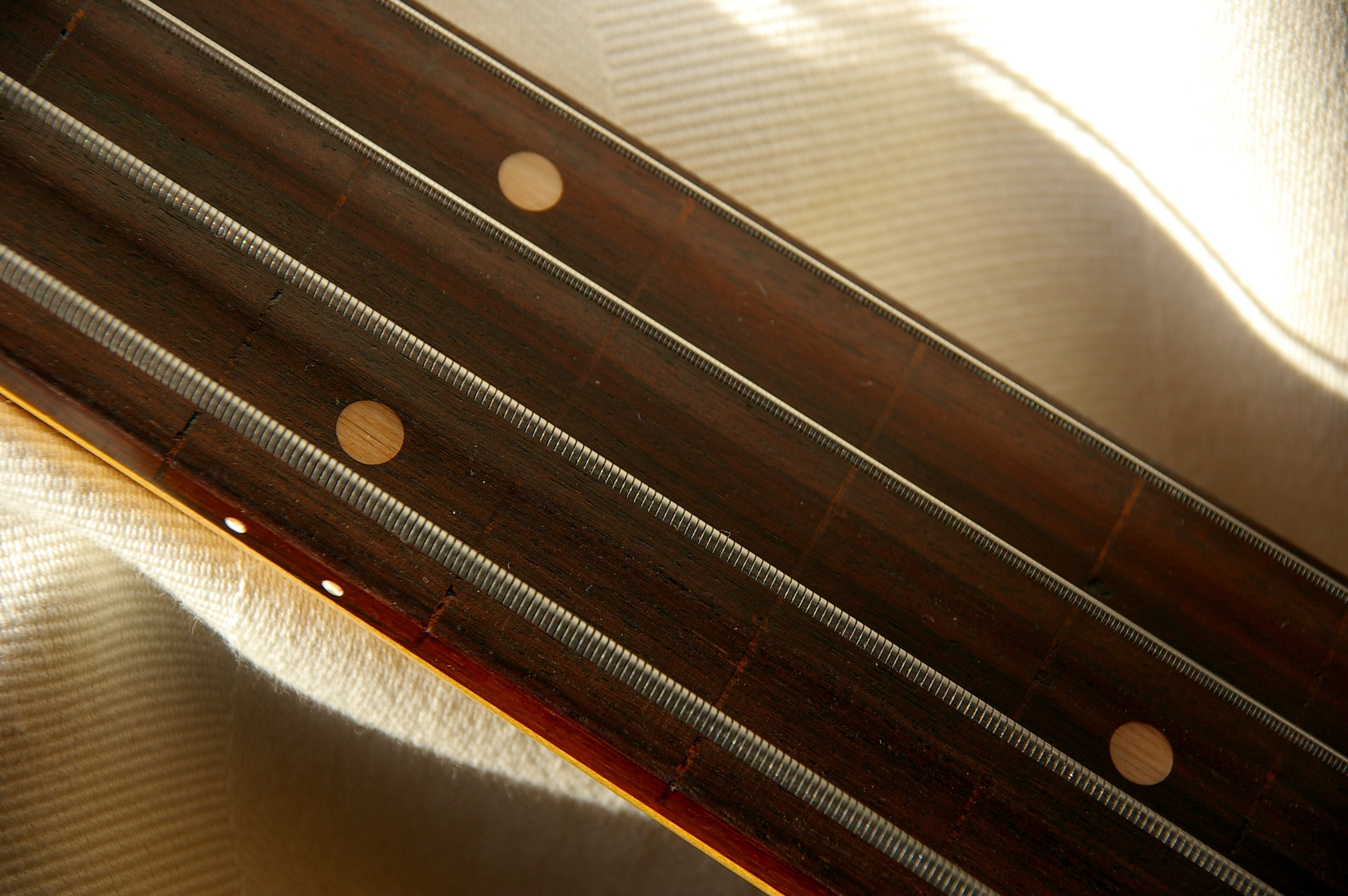
Flatwound strings on a fretless bass guitar

O coardă muzicală sau o strună este un tip de coardă vibrantă⁠(en)[traduceți], caracterizată de o grosime constantă pe întreaga sa lungime și capabilă să producă o înălțime sonoră atunci când este tensionată și pusă în vibrație (prin ciupire, lovire, frecare sau alte tehnici). De regulă, corzile sunt fabricate din intestine de animale, nailon și alți polimeri similari sau sârmă metalică.
Instrumentele muzicale în a căror construcție intră coarde se numesc instrumente cu coarde. Ele se clasifică după modul de execuție cel mai frecvent folosit.